# Muntanyes de Retezat
Les muntanyes Retezat (en romanès: Munții Retezat, en hongarès: Retyezát-hegység) són un dels massissos més alts de Romania, formant part dels Carpats Meridionals. El cim més alt és Peleaga (Vârful Peleaga), a una altitud de 2.509 metres. Altres cims importants són Păpușa (Vârful Păpușa, "el pic de la nina") i el pic Retezat (Vârful Retezat). El nom significa "tallat" en romanès.

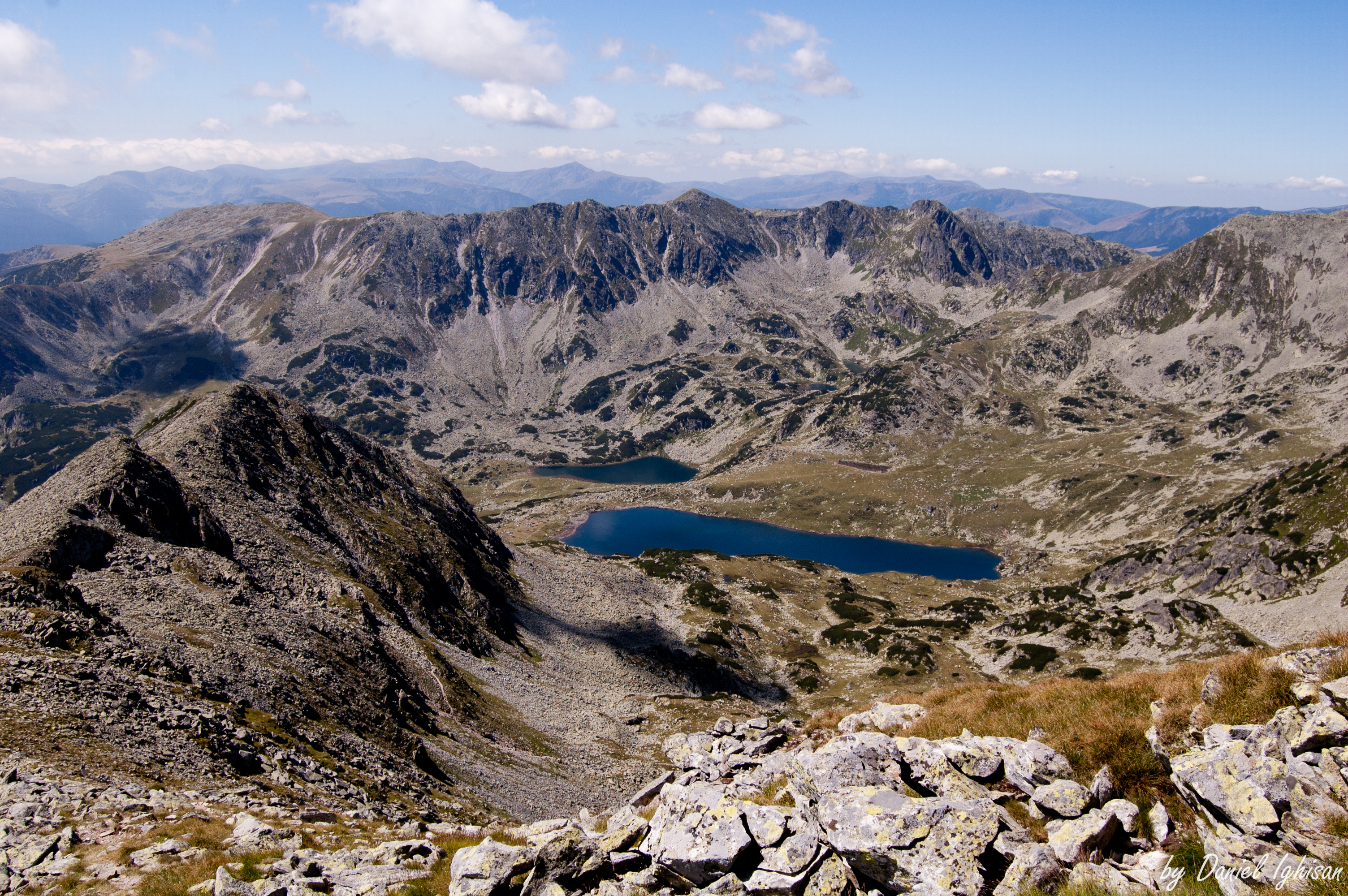
Vista sobre el llac Bucura des del pic Peleaga

## Geografia
Les muntanyes Retezat tenen molts llacs glacials, inclòs el llac glacial més gran de Romania, el llac Bucura (Lacul Bucura), que cobreix 8,9 hectàrees i està situat a una altitud de 2.030 metres. La zona també conté el Parc Nacional Retezat, el primer parc nacional de Romania.

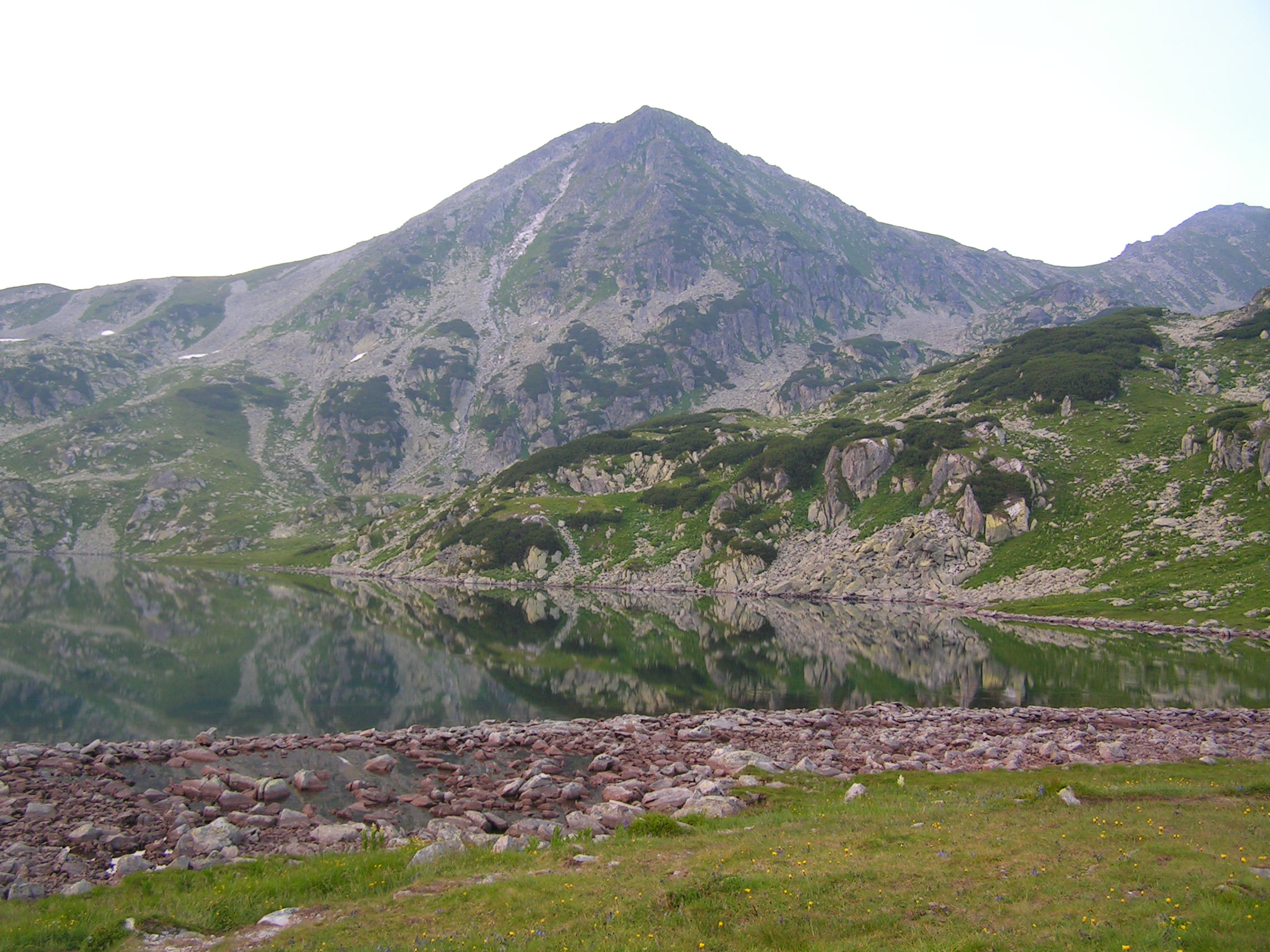
Llac Bucura, el llac glacial més gran de Romania

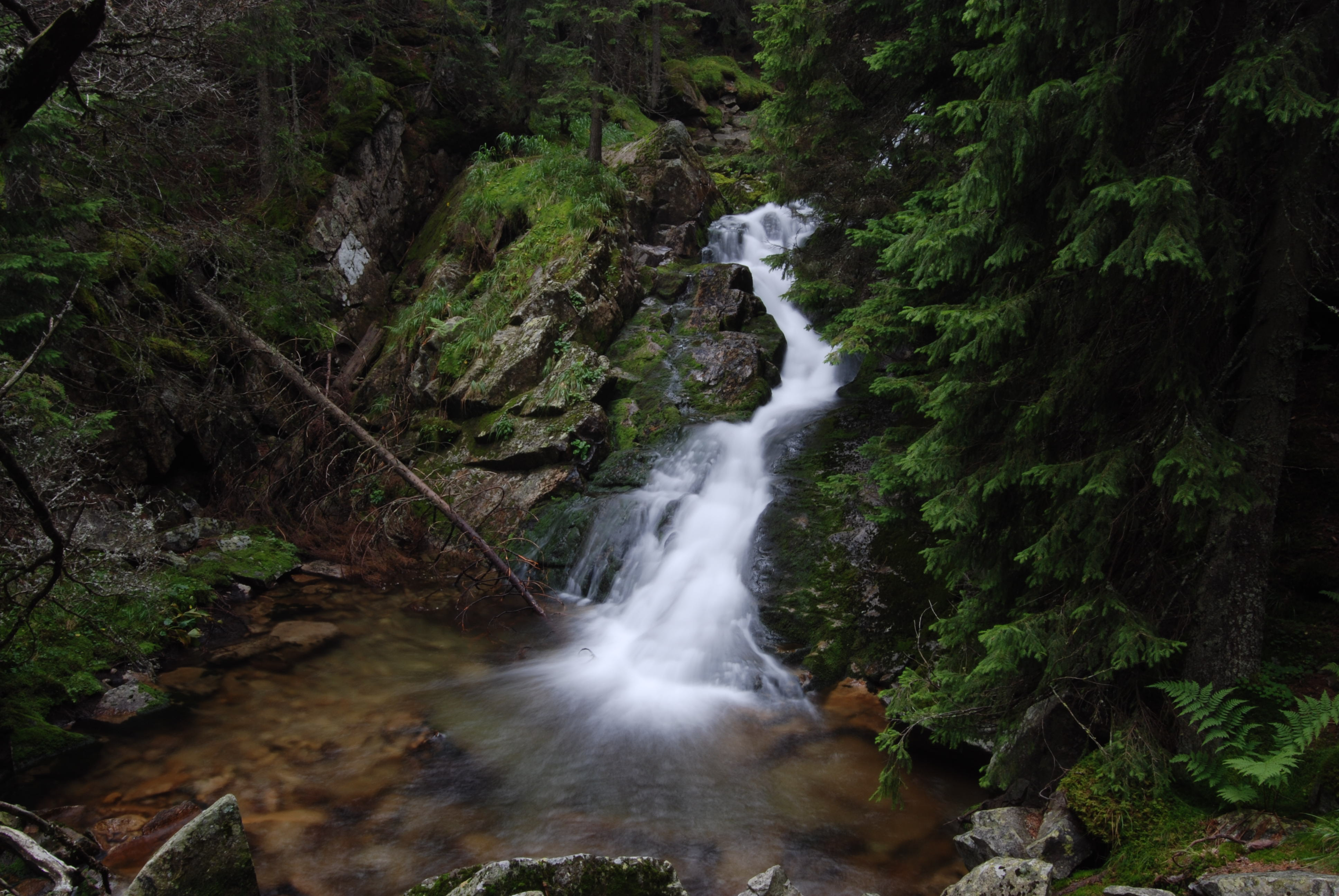
Una cascada al rierol Stânișoara

## Sistemes fluvials i llacs
Les condicions tectòniques, litològiques i morfològiques presents a les muntanyes de Retezat, correlacionades amb l'orientació de les dorsals cap a les principals masses d'aire, fan d'aquest grup muntanyós la zona més humida dels Carpats romanesos. La xarxa hidrològica es divideix en dues direccions principals: nord, cap al riu Strei (la conca de drenatge de Mureș) on flueixen tots els rius de les zones oest, nord i nord-est del massís i cap al sud, cap al riu Jiul de Vest (la conca del Jiu). El curs fluvial més important és el Râul Mare amb un cabal mitjà anual de 12,9 metres cúbics per segon. Les cascades són presents a tots els cursos d'aigua del parc.
Una de les característiques específiques de la serra de Retezat és la presència generalitzada de llacs glacials. Aproximadament el 38% dels llacs glacials de Romania es troben aquí, al fons de les calderes, agrupats en grups de llacs o aïllats, i són una de les majors atraccions turístiques del parc. Dins dels límits del massís, hi ha 58 llacs glacials permanents, entre 1.700 i 2.300 metres. Algunes fonts esmenten més de 80 llacs, però aquí probablement s'inclouen també els temporals.
La superfície dels llacs varia entre 300 metres quadrats (Stânișoara I) i 88.612 metres quadrats (Bucura), el llac glaciar més gran de Romania. La profunditat dels llacs varia entre 0,3 metres (Stânișoara I) i 29 metres (Zănoaga), mentre que el volum està entre 90,3 metres cúbics (Galeșul II) i 693,152 metres cúbics (Zănoaga).

## Flora
De les aproximadament 3.500 espècies de plantes que es troben a Romania, més d'un terç (unes 1.200) es poden trobar aquí. Aquesta és principalment la raó per la qual aquesta zona va ser declarada Parc Nacional. Hi ha més de 90 espècies vegetals endèmiques d'aquesta zona, la primera de les quals es va descobrir l'any 1858: flămânzica (Draba dorneri).
Els prats alpins són especialment importants, ja que aquí es troben la majoria d'espècies alpines, com els membres dels gèneres Gentiana, Potentilla i Pulsatilla. Les flors de neu també es poden trobar aquí. Als límits entre la zona rocosa i els camps alpins, es poden trobar espècies de rododendres (Rhododendron kotschii). Pinus mugo, espècie protegida a Romania, es troba a tots els vessants escarpats de les muntanyes de Retezat, mentre que el pi cemre (Pinus cembra) té una distribució més àmplia que a qualsevol altre massís romanès.
Altres espècies que es poden trobar aquí són: vellosilla (Hieracium borzae i Hieracium nigrilacus), membres del gènere Centaurea (Centaurea ratezatensis pseudophrygia, una espècie endèmica), Hypochaeris maculata, una espècie endèmica de locoweed (Oxytropis jacquinii retezatensis) i Gentiana lutea [(romanès) ghinţura galbenă]. A les zones calcàries Munții Piule-Iorgovanu, es poden trobar moltes espècies rares o endèmiques, com Barbarea lepuznica (espècie del gènere Barbarea) o Pedicularis baumgarteni, espècie del gènere Pedicularis.
La major amenaça per a la flora del parc (especialment la que es troba als camps alpins) és la sobrepastura, ja que hi ha nombrosos ramats d'ovelles. Les espècies pròpies d'aquesta zona es substitueixen per altres de menys fràgils.

## Fauna

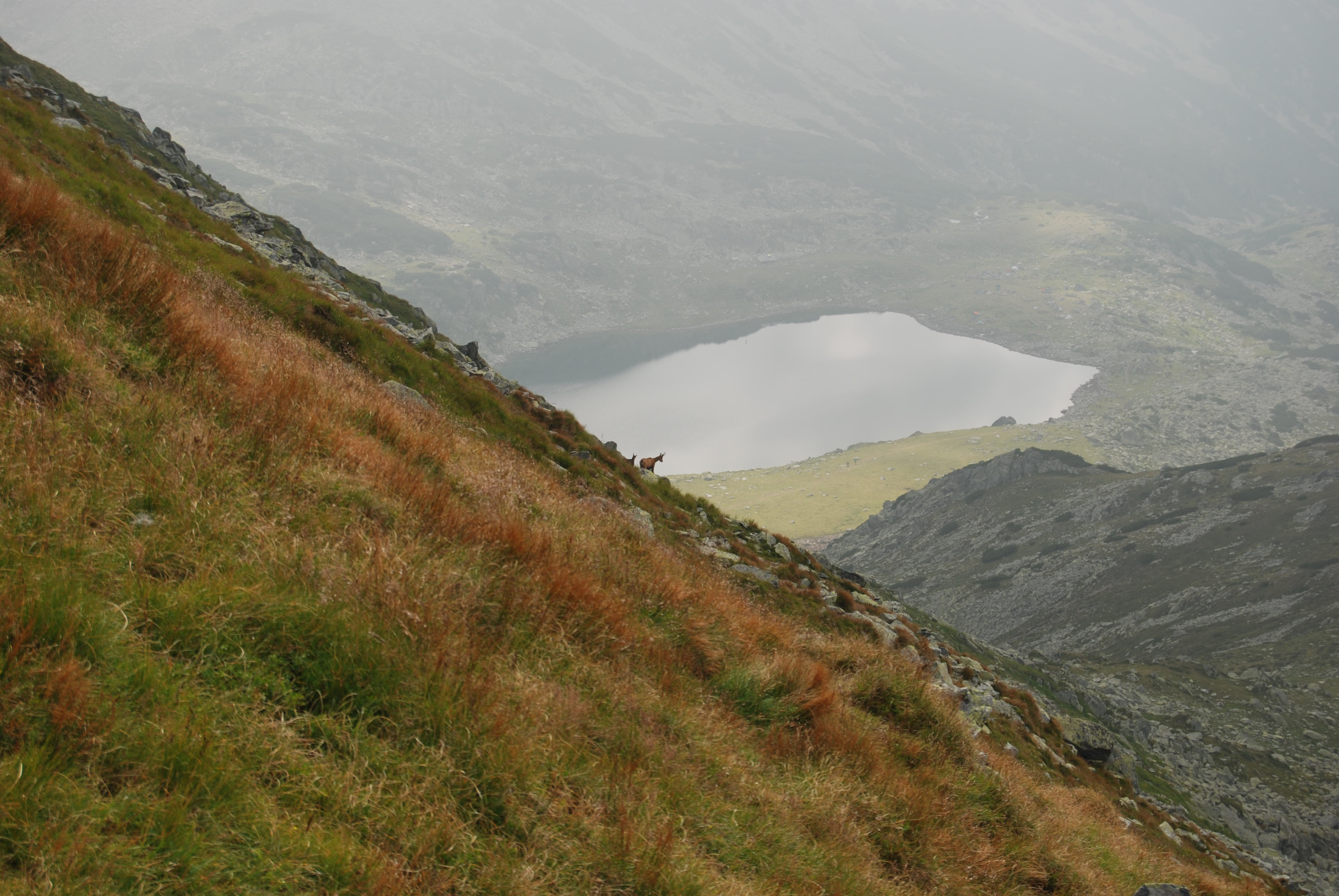
Un petit grup d'isards amb el llac Bucura al fons.

Més de 185 espècies d'ocells, més de la meitat de les espècies que es poden trobar a Romania, visiten el parc. D'aquestes, més de 122 espècies nien aquí. Hi resideixen ocells rars, com l'àguila daurada (també representada al logotip del parc), l'àguila petita, l'àguila petita, el falcó pelegrí, el gall fer occidental, l'òliba àguila eurasiàtica , el mussol pigmeu i la cigonya negra.
Hi ha 55 espècies de mamífers dins del parc. Aquí hi ha condicions favorables perquè alguns dels depredadors més grans d'Europa sobrevisquin: el llop gris, l'ós bru i el linx eurasiàtic; alguns herbívors grans com l'isard, el cérvol i el cabirol, mentre que també es poden trobar petits carnívors com el gat salvatge i la llúdriga europea.
El 1973, 20 marmotes alpines, portades dels Alps austríacs, van ser introduïdes al parc i alliberades a la caldera del llac glaciar Gemenele. Avui dia es troben en tot el parc, però l'impacte que això no indígenes espècie tenia sobre altres plantes o animals és encara desconegut. També, a partir de 1960, la truita bruna es va introduir en alguns dels llacs del parc. Ara s'estan realitzant estudis per comprovar si són els responsables de la disminució de la població d'amfibis a través d'aquests llacs, observada durant els darrers anys.
Aquí hi viu una subespècie del tritó llis (L. vulgaris ampelensis), endèmica de les muntanyes Charpatian, mentre que la granota comuna europea es pot trobar per tot el parc. Tot i que es van informar molt poques mossegades comunes d'escurçó europeu, els turistes i els vilatans sovint les maten a la vista. Hi ha diverses espècies d'invertebrats endèmiques que es troben aquí: nou espècies endèmiques de papallones, almenys sis espècies que pertanyen a l'ordre dels Plecoptera i quatre que pertanyen a l'ordre dels Trichoptera.

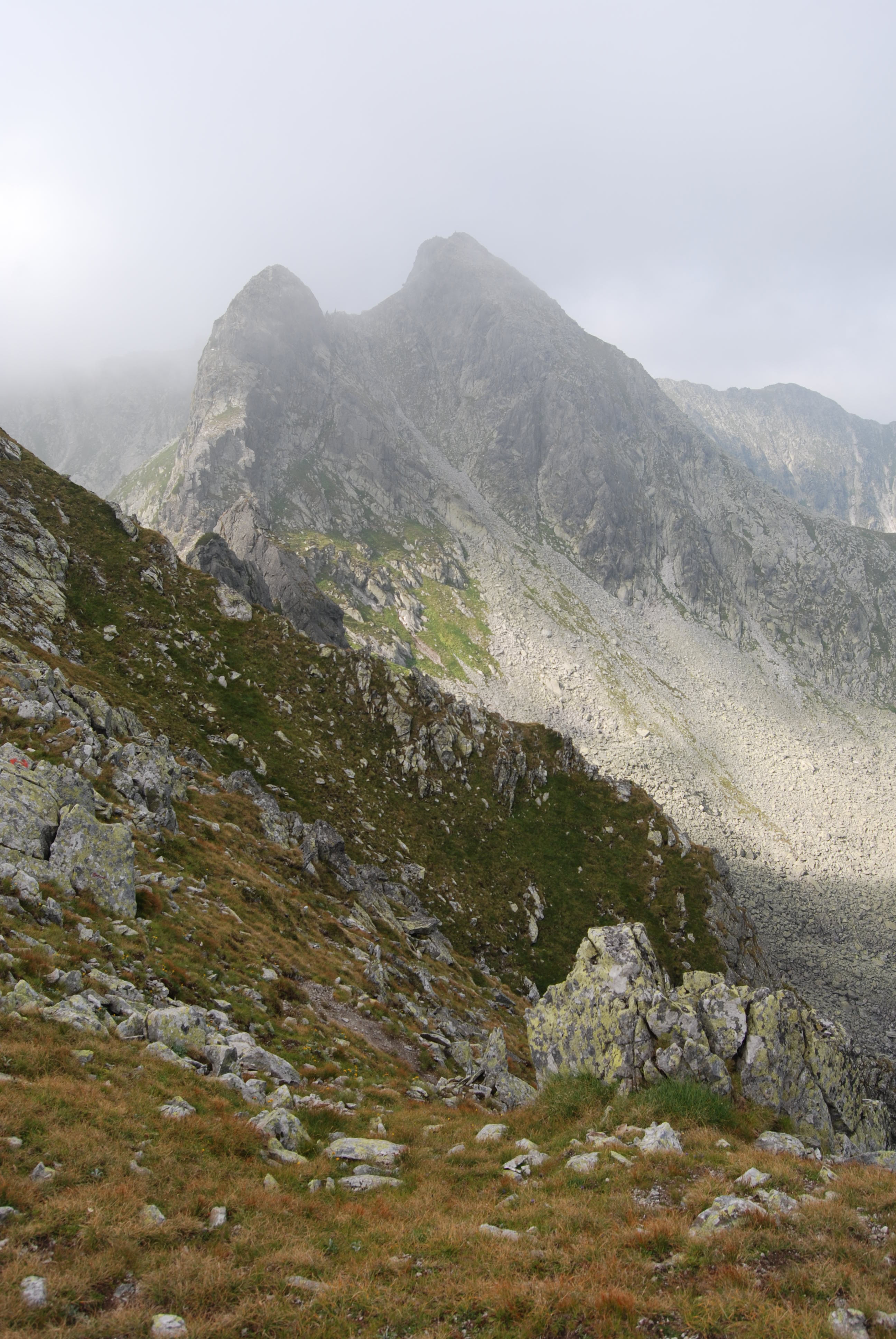
Cim Judele vist des del pic Retezat, a través de la reserva Gemenele–Tău Negru

## Accés

### Regió de Retezat Sud
Les aproximacions del sud al Retezat s'estenen des de la ciutat de Vulcan, a la vall de Jiu, a l'extrem est de la vall, fins a Câmpușel, a l'extrem oest de la vall. Encara que hi ha diversos punts d'entrada a les muntanyes de Retezat des de les poblacions de Vulcan, Lupeni, Uricani, Câmpul lui Neag i punts intermedis, l'accés directe al Parc Nacional comença a la zona de Cheile Buții (uns 35 quilòmetres a l'oest de Petroșani) i s'estén a l'oest fins a Câmpușel.

### Regió de Retezat Nord
Les muntanyes de Retezat i el Parc Nacional de Retezat són accessibles des del nord per la Ruta 66 de Romania (DN-66) o per tren, que va al costat de la Ruta 66, des de Petroșani al sud-est o Simeria al nord. Des de la ruta 66, hi ha diverses portes d'accés a les muntanyes de Retezat. Gairebé tots els pobles de l'autopista, des d'Ohaba de sub Piatră, als afores de Hațeg, fins a Merișor, als afores de Petroșani, tenen carreteres d'accés que van cap al sud fins a les muntanyes Retezat.

## Cims més alts
Els cims del massís del Retezat amb una cota de més de 2.300 m són:
- Peleaga 2.509 m
- Păpușa 2.508 m
- Retezat 2.482 m
- Mare 2.463 m
- Custura 2.457 m
- Bucura 2.433 m
- Sântămaria 2.400 m
- Judele 2.398 m
- Bucura II 2.372 m
- Țapu 2.372 m
- Custura Bucurei 2.370 m
- Păpușa Mică 2.370 m
- Bârlea 2.348 m
- Slăveiu 2.347 m
- Obârșia Nucșoarei 2.346 m
- Morii 2.340 m
- Ciumfu Mare 2.335 m
- Șesele Mari 2.324 m
- Valea Rea 2.311 m

## Galeria d'imatges

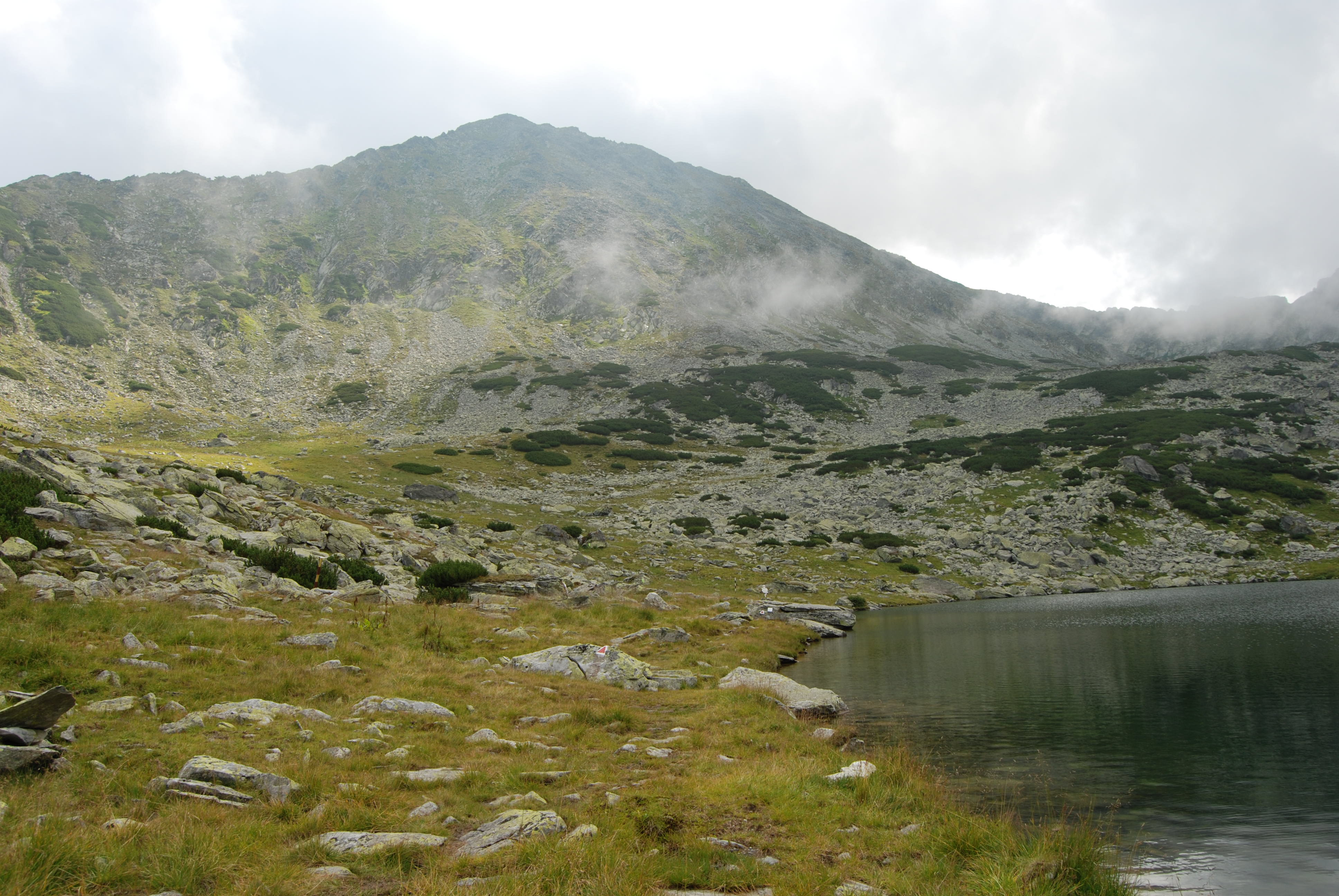
Vârful Mare vista des del llac Galeșu.
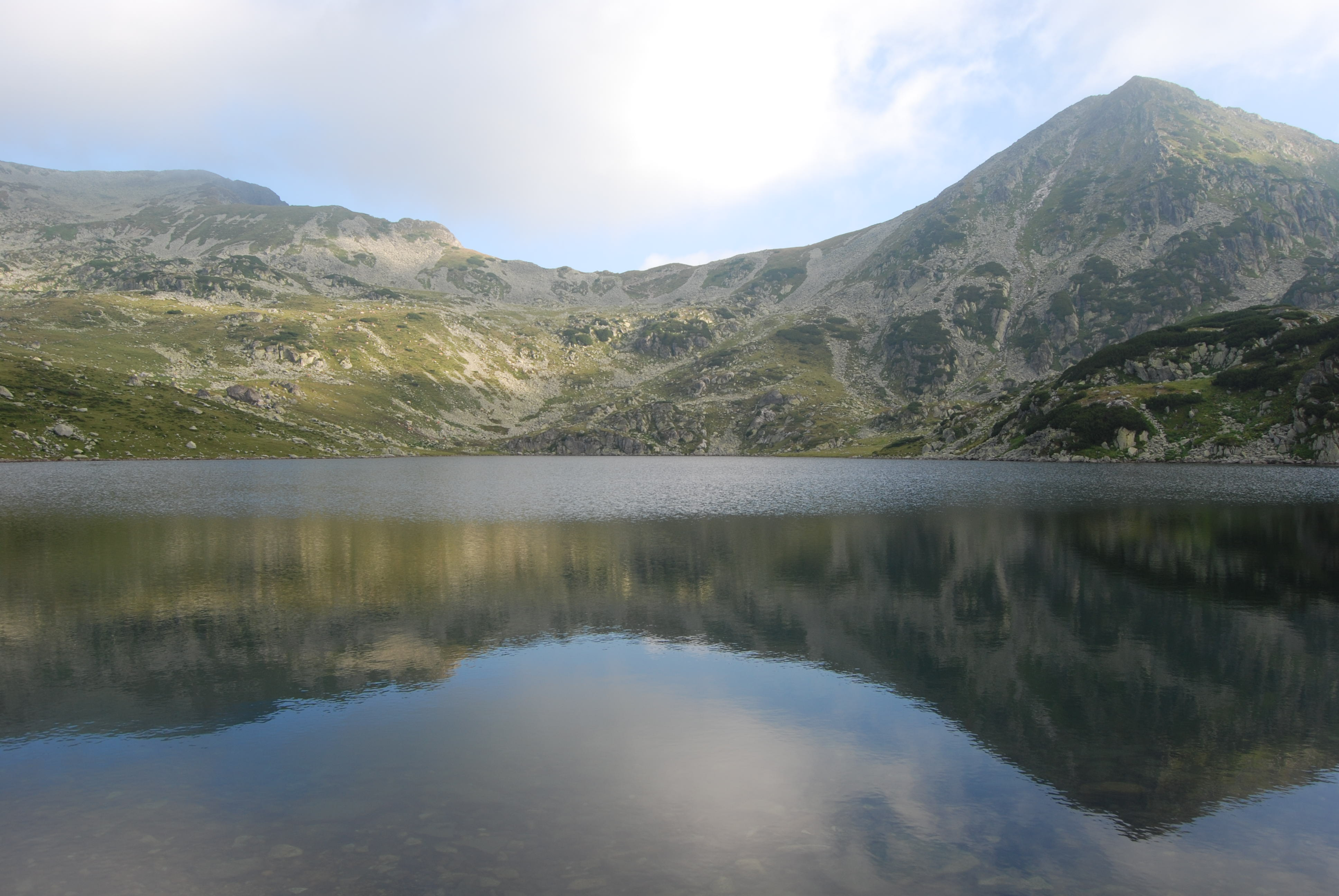
Vista del llac Bucura des del càmping.
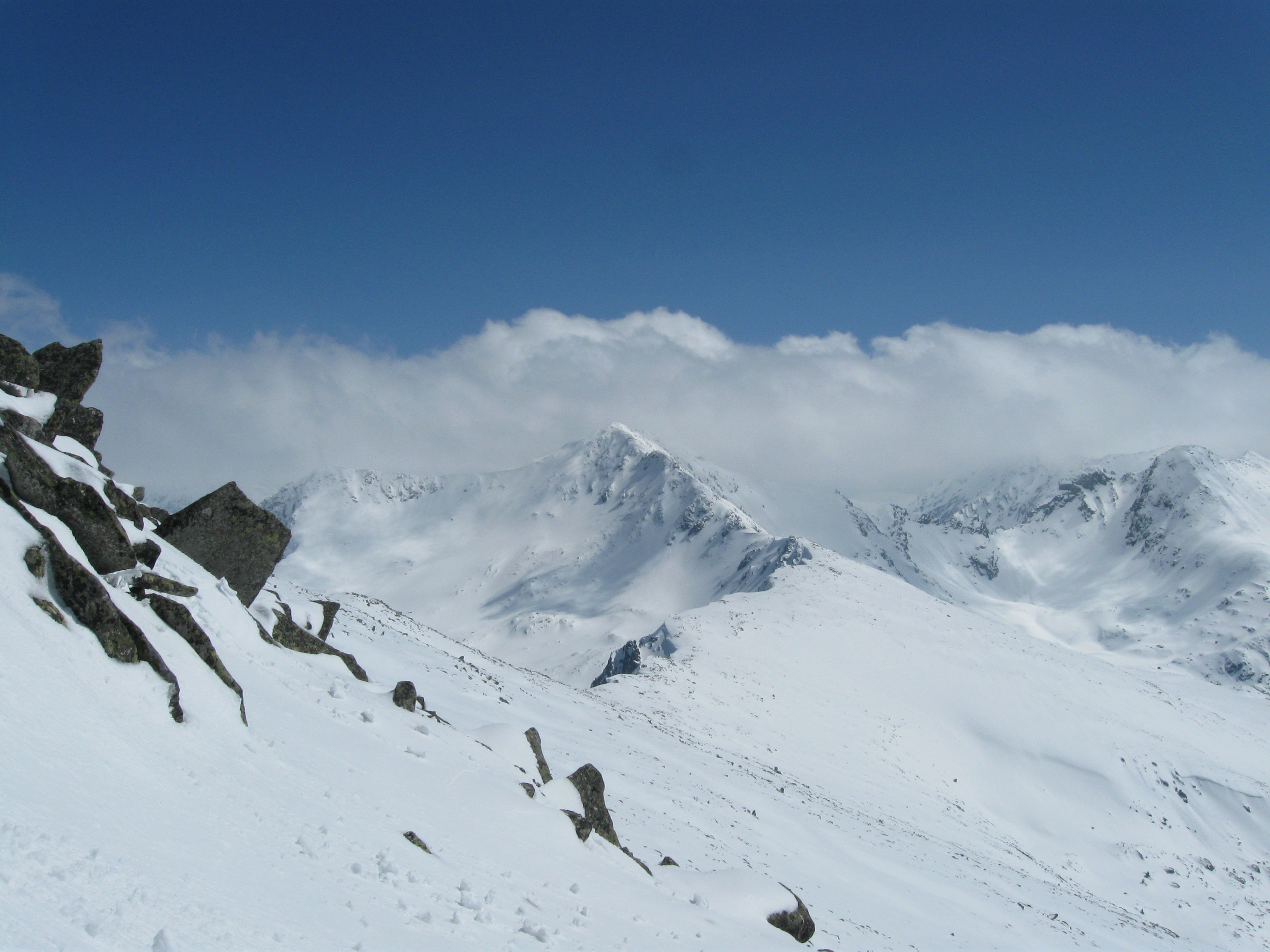
Pic Bucura vist durant la primavera des del Pic Retezat.
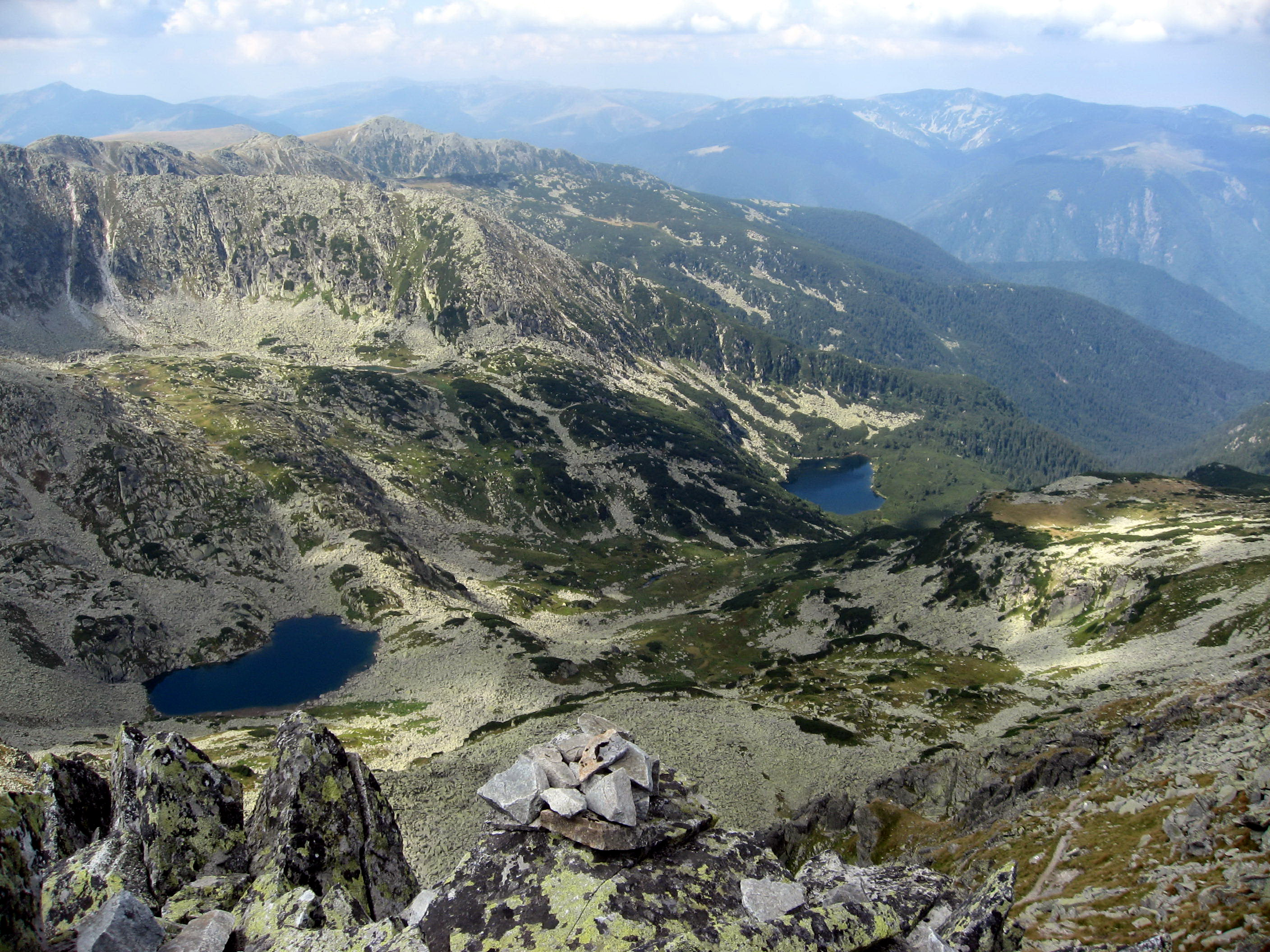
Llacs glacials a la serra de Retezat
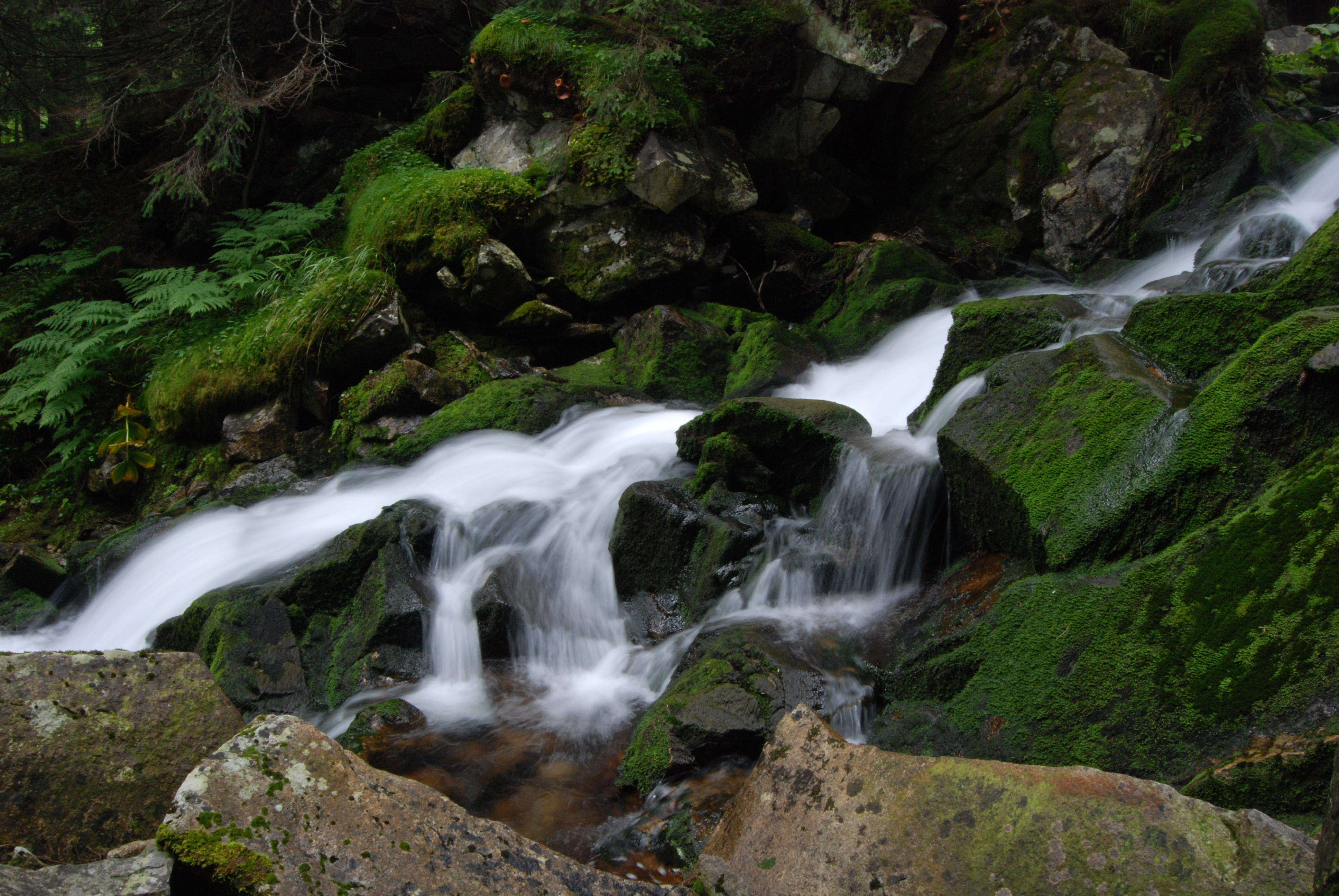
Una petita cascada al rierol Stânișoara.
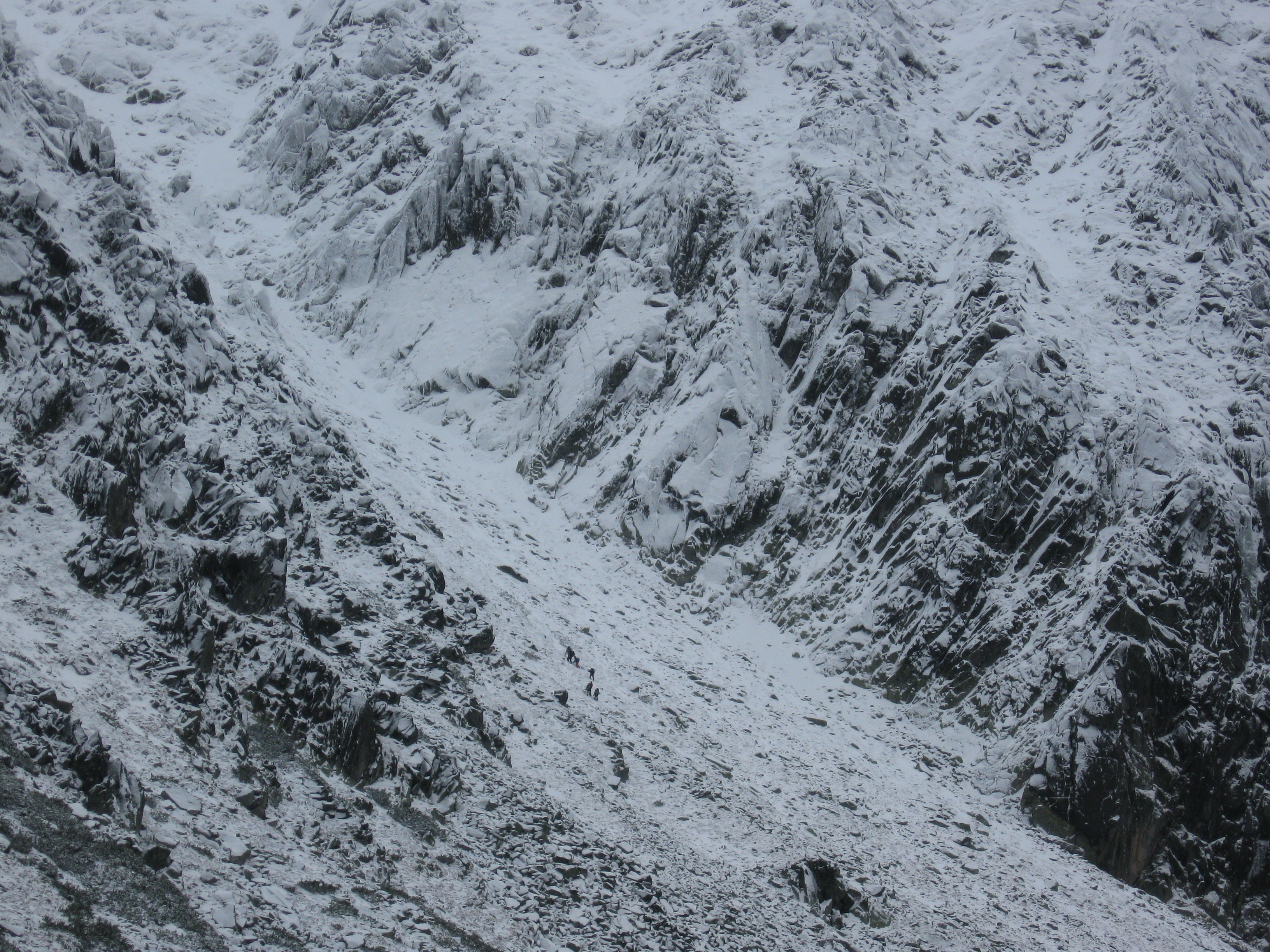
Senderistes pujant per la cara nord del pic de Retezat.
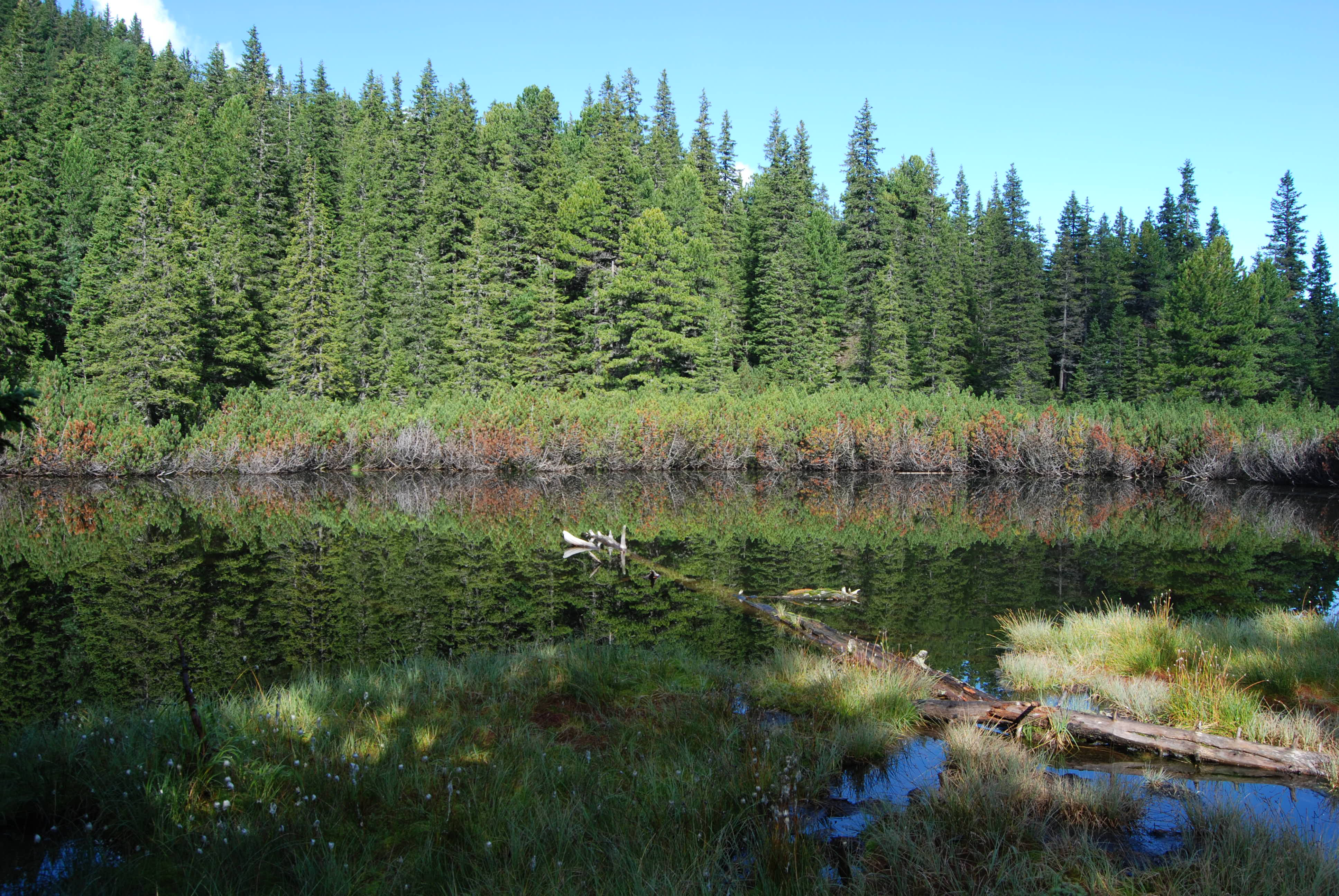
L'estany entre els avets (Tăul dintre brazi), un petit llac no glacial dins del parc nacional.
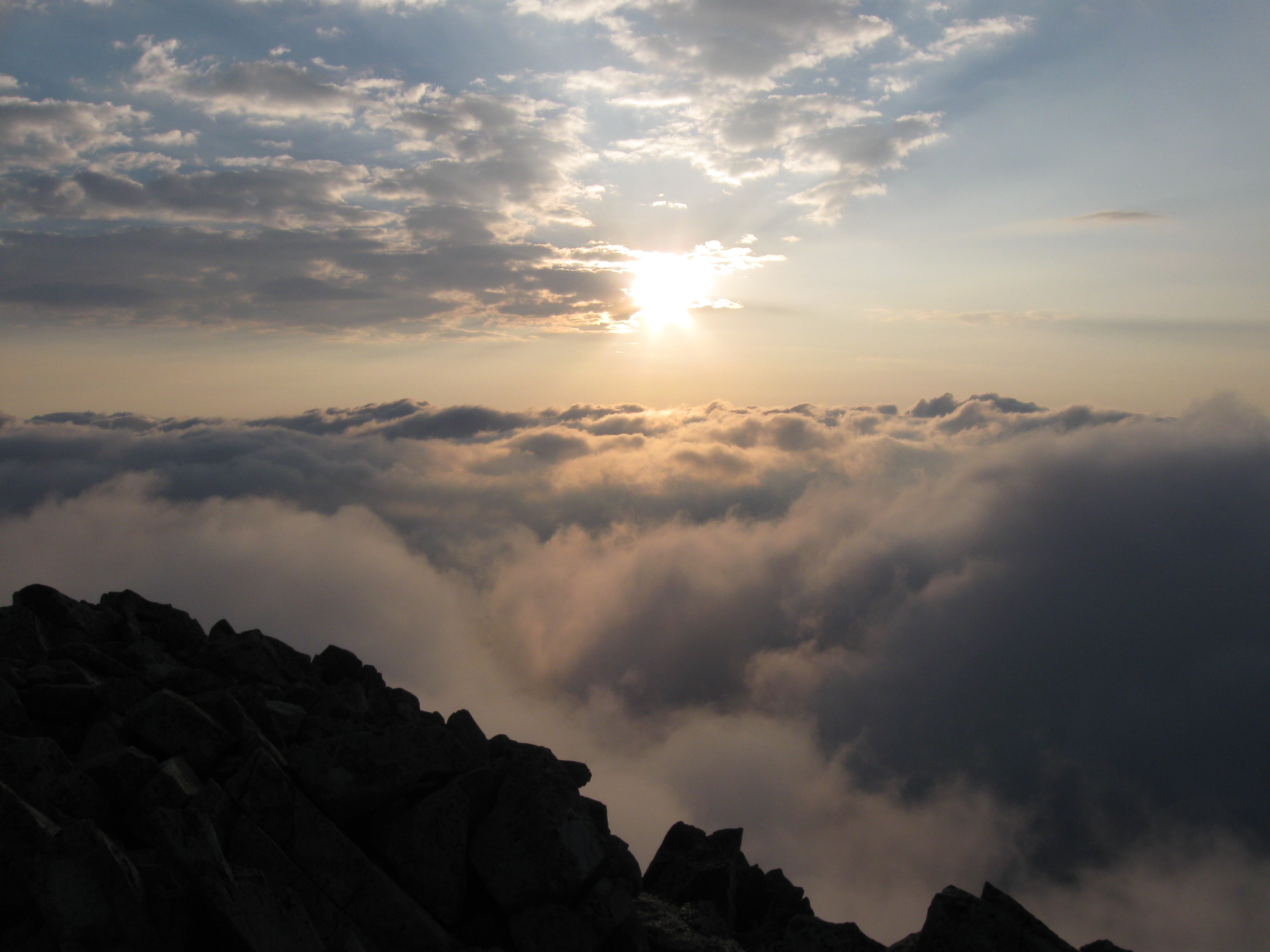
Vista de la posta de sol des del pic de Retezat.
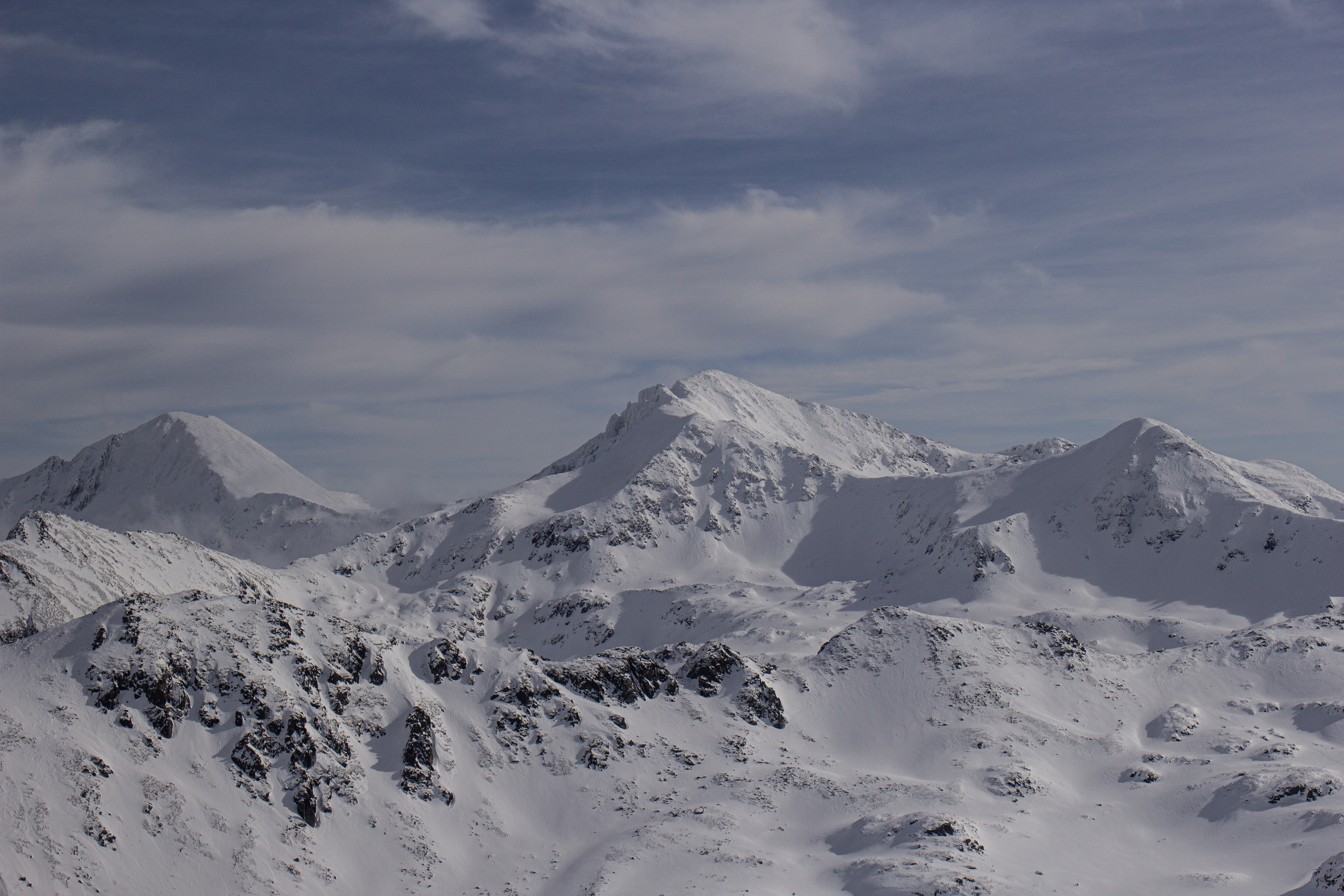
Els pics Peleaga, Bucura i Păpușa